# Isla de Amuitz
Isla de Amuitz (en euskera Amuitz Uhartea y también conocido como Isla Amuaitz) es el nombre que recibe una pequeña isla española situada cerca del cabo Higuer, municipio de Fuenterrabía, provincia de Guipúzcoa.